# Неуропсихологија
Неуропсихологија је грана психологије која се бави начином на који мозак и остатак нервног система утичу на човекову когницију и понашање. Оно што је још важније, стручњаци/киње у овој грани психологије често се фокусирају на то како повреде или болести мозга утичу на когнитивне функције и понашање.
То је и експериментална и клиничка област психологије која има за циљ да разуме како на понашање и когницију утиче функционисање мозга и да се бави дијагнозом и лечењем бихевиоралних и когнитивних ефеката неуролошких поремећаја. Док се класична неурологија фокусира на патологију нервног система, а класична психологија је у великој мери од ње одвојена, неуропсихологија настоји да открије како мозак корелира са умом проучавањем неуролошких пацијената. Тако дели концепте са неуропсихијатријом и понашањем у неурологији уопште. Израз неуропсихологија примењен је за студије лезије код људи и животиња. Такође се примењује и када треба да се забележе електричне активности појединих ћелија (или група ћелија) код виших примата (укључујући нека истраживања и са људским пацијентима).
У пракси, неуропсихолози теже да раде у универзитетима, лабораторијама, болницама или рехабилитационим центрима (који су често укључени у процену лечења пацијената са неуропсихолошким проблемима).

## Историја
Неуропсихологија је релативно нова дисциплина у области психологије. Први уџбеник који је дефинисао ову област, Основе људске неуропсихологије, објавили су Колб и Вишав 1980. године. Међутим, историја њеног развоја може се пратити још до древног Египта. Доста се расправљало о томе када су друштва почела да посматрају функције различитих органа. Током многих векова, мозак се сматрао бескорисним и често је бивао одбачен током процеса обдукције. Како је област медицине развијала своје разумевање људске анатомије и физиологије, развијале су се различите теорије које покушавају да објасне начин на који тело функционише. Много пута су телесним функцијама приступали са религиозног становишта и за абнормалности су кривили лоше духови и богове. Мозак се није увек сматрао центром функционалног тела. Потребно је било стотину година да се функција мозга и како он утиче на наше понашање разуму у потпуности.

### Древни Египат
У древном Египту, списи о медицини датирају још од времена свештеника Имхотепа. Они су имали научнији приступ медицини и болестима, описујући мозак, трауму, абнормалности и корисне лекове за будуће лекаре. Упркос томе, Египћани су срце, а не мозак, сматрали седиштем душе.

### Аристотел
Аристотел се такође фокусирао на срце, по угледу на Египћане. Веровао је да срце контролише менталне процесе, а мозак је сматрао, због своје инертне природе, механизмом за хлађење топлоте коју ствара срце. Своје закључке извукао је на основу емпиријског проучавања животиња. Открио је да им је мозак био хладан на додир и да такав контакт не покреће никакве покрете, срце је било топло и активно, убрзавајући и успоравајући, у зависности од расположењу. Таква су веровања подржавали многи све док их нису оповргла нова истраживања из 17. века. Утицај Аристотела на развој неуропсихологије видљив је унутар језика који се користи у савремено доба, јер се ми „водимо срцем“ и „слушамо своје срце“.

### Хипократ
Хипократ је мозак гледао као на сједиште душе. Направио је везу између мозга и понашања у телу, написавши: „Мозак има највећу моћ у човековом телу.“  Осим што је скренуо фокус са срца на мозак, називајући га „седиштем душе“, Хипократ није детаљно описао његово функционисање. Упркос томе, његова теорија навела је медицинске стручњаке да открију који орган је заправо одговоран за наше понашање. У наредним годинама, научници су настојали да истражују функције тела и да пронађу конкретна објашњења како за нормално, тако и за абнормално понашање. Хипократ је такође увео и концепт ума - који се проучавао засебно од мозга.

### Рене Декарт
Филозоф Рене Декарт проширио је ту идеју и најпознатији је по свом раду на проблему између ума и тела. На Декартове идеје се често гледало као на превише филозофске којима је недостајала научна основа. Декарт је већину свог анатомског експериментисања фокусирао на мозак, обраћајући посебну пажњу на пинеалну жлезду - за коју је тврдио да је заправо „седиште душе”. Тело се сматрало смртним, а душа бесмртном. Пинеална жлезда представљена је као место на коме ум комуницира са телом. Декарт је у то време мислио да ум има контролу над понашањем тела - али и да тело може имати утицај на ум, што се назива дуализмом. Ова идеја да је ум у суштини имао контролу над телом, али да се тело могло одупрети или чак утицати на друга понашања, била је главна прекретница у начину на који су многи физиолози гледали на мозак. Запажене су способности ума да учини много више од простог реаговања, али и да може бити рационалан и функционише на организован, промишљен начин. Ове идеје, иако су их многи занемаривали и годинама одбацивали, довеле су до тога да медицинска заједница шири сопствене идеје о мозгу и почне на нове начине гледати колико је заиста комплексан мозак и који ефекат има на свакодневни живот, као и који би третмани били најкориснији људима који живе са дисфункционалним умом. Проблем између ума и тела, подстакнут Декартовим истраживањима, наставља се и дан данас филозофским аргументима који могу бити и за и против његове идеје. Колико год је ова тема контроверзна чак и данас, добро осмишљена перспектива коју је Декарт представио имала је дуготрајне последице на различите дисциплине медицине, психологије и многе друге, посебно стављајући акценат на одвајање ума од тела ради објашњавања људског понашања.

### Томас Вилис
Средином 17. века појавио се још један човек који је имао велики допринос у области неуропсихологије. Томас Вилис студирао је на Универзитету Оксфорд и заступао је физиолошки приступ мозгу и понашању. Вилис је први користио речи „хемисфера ” и „режањ ” када је говорио о мозгу, такође је био и један од првих који је користио речи „неурологија ” и „психологија ”. Одбацујући идеју да су људи једина бића способна за рационалну мисао, Вилис је проучавао специјализоване структуре мозга. Сматрао је да сложеније структуре представљају сложене функције, док су простије структуре одговорне за функције сличне онима које се виђају код других животиња, а састоје се углавном од реакција и аутоматских реакција. Посебно су га занимали људи који су патили од маничних поремећаја и хистерије. Његово истраживање било је једно од првих времена када су психијатри и неуролози заједно долазили на проучавање појединаца. Кроз дубинско проучавање мозга и понашања, Вилис је закључио да се аутоматизовани одговори попут дисања, откуцаја срца и других различитих моторичких активности спроводе у доњем делу мозга. Иако је велики део његовог дела застарео, његове идеје представиле су мозак сложенијим него што се раније сматрао и водиле пут будућим пионирима да разумеју и надограђују његове теорије, посебно када је реч о поремећајима и дисфункцијама у мозгу.

### Франц Јозеф Гал
Неуроанатомиста и физиолог Франц Јозеф Гал постигао је велики напредак у разумевању мозга. Изнео је теорију о томе да је личност директно повезана са особинама и структуром мозга. Међутим, изум френологије представља његов главни допринос у пољу неуропсихологије. Ова нова дисциплина гледала је на мозак као на орган ума, где облик лобање може на крају одредити нечију интелигенцију и личност. Ова теорија је, попут многих, кружила у то време јер су многи научници водили рачуна о физичким карактеристикама лица и тела, величини главе, анатомској структури и нивоима интелигенције; само је Гал пре свега гледао мозак. Међутим, многи су оспоравали валидност Галових тврдњи, због тога што је често грешио у својим предвиђањима. Једном му је послат био део лобање Ренеа Декарта, и помоћу методе френологије он је тврдио да човек чија је била лобања има мање менталне способности. Колико год контроверзне и лажне биле многе Галове тврдње, његов допринос разумевању кортикалних регија мозга и локализоване активност и даље су унапређивали разумевање мозга, личности и понашања. Сматра се да је његов рад пресудан за постављање чврстих темеља на пољу неуропсихологије, која је процвала током наредних неколико деценија.

### Жан Батист Бујо
Крајем 19. века, теза да величина лобање може одредити ниво интелигенције била је одбачена како су наука и медицина напредовале. Лекар по имену Жан Батист Бујо проширио је Галове тезе и проучавао је идеју о различитим кортикалним регијама мозга од којих свака има своју независну функцију. Бујо се посебно интересовао за говор и написао је много публикација о предњем делу мозга који је одговоран за говор, то откриће проистекло је из Галових истраживања. Такође је био један од првих који је користио веће узорке за истраживање, иако је било потребно много година да се та метода прихвати. Истражујући преко стотину различитих случаја, Бујо је открио да је говор употпуњен и схваћен кроз различите области мозга. Бујо је заједно са многим другим пионирима тога времена постигао велики напредак у области неурологије, посебно када је у питању локализација функције. Постоје многе расправе о томе ко је највише заслужан за та открића, и често се дешава да ти људи остану анонимни, али Пол Борка је можда један од најпознатијих сарадника неуропсихологије, он се често назива и "оцем" дисциплине.

### Пол Борка
Инспирисан напретком постигнутим у области локализоване функције у мозгу, Пол Борка је већи део своје студије посветио феноменима који се тичу говора. Његовом студијом откривено је и проширено то да артикулишемо помоћу леве хемисфере. Његова запажања и методе сматрају се прекретницом за неуропсихологију, она тада заиста почиње да се обликује као препознатљива и поштована дисциплина. Чињеница да су посебна, независна подручја мозга одговорна за артикулацију и разумевање говора, навела је стручњаке да мозак посматрају као један врло комплексан орган, као што он и јесте. Броца је била у основи прва која се потпуно одвојила од идеја френологије и дубље се закопала у научнији и психолошки поглед на мозак. Брока је био први који се потпуно одвојио од идеја френологије и посветио се психолошком погледу на мозак.

### Карл Спенсер Лешли
Лешлијева дела и теорије које следи сажете су у његовој књизи Механизми мозга и интелигенција. Његова теорија о енграму била је основа многих његових истраживања. Веровало се да је енграм део мозга у коме је била смештена одређена меморија. Наставио је да користи метод обуке / аблације којем га је Франц подучавао. Подучавао је штакора да запамти пут кроз лавиринт, а затим би користио систематске лезије и уклањао делове кортикалног ткива да види да ли је штакор заборавио оно што је научио.
Кроз своје експерименте са штакорима сазнао је да заборављање зависи од количине уклоњеног ткива, а не одакле је оно одстрањено. Позивао се на овај експеримент и веровао је да је то опште правило по којем се регулише како ће мождано ткиво реаговати, независно од начина учења. Сада се зна да је овај експеримент био погрешна интерпретација његових емпиријских резултата, јер су за извођење лавиринта штакори захтевали више кортикалних подручја. Сечење само малих делова неће умањити мозак штакора, али узимање великих пресека одстрањује више кортикалних подручја одједном, утичући на разне функције као што су вид, моторичка координација и памћење, чинећи животињу неспособном да се правилно креће лавиринтом.
Лешли је такође сматрао да део функционалног подручја може да обавља улогу читавог подручја, чак и када је остатак тог подручја уклоњен. Овај феномен назвао је еквипотенцијалношћу. Сада се зна да под одређеним ограничењима мозак има могућност да одређена подручја преузму функције других подручја ако та подручја не нису потребна или су уклоњена - мада не у мери у којој је првобитно тврдио Лешли.

## Неуропсихолошке технике
Експериментална неуропсихологија представља грану неуропсихологије која користи методе из експерименталне психологије како би открила однос између нервног система и когнитивне функције. Већином се проучавају здрави људи у лабораторијским условима, мада мањи број истраживача може спроводити и експерименте на животињама. Стручњаци у овом подручју често користе посебне карактеристике нашег нервног система (на пример то да су визуелне информације представљене одређеном видном пољу обрађене од стране кортикалне хемисфере на супротној страни) да би повезали неуроанатомију и психолошку функцију.
Клиничка неуропсихологија користи примену неуропсихолошког знања ради управљања и рехабилитације људи који су претрпели болест или повреду (нарочито на мозгу) што је проузроковало неурокогнитивне проблеме. Лечење се гледа са психолошког становишта, како би се установило на какве болести и повреде могу утицати психолошки фактори. Такође указује на то да особа некад показује потешкоће због патологије мозга, некад због последица емотивног или другог реверзибилног узрока, а у неким случајевима присутна су оба разлога. На пример, тест може показати да пацијенти А и Б не могу да именују предмете у чијем су окружењу били последњих 20 минута (што указује на могућу деменцију). Ако пацијент Б може неке од тих предмета именовати додатним наговором (нпр. уз помоћ категоричког трага, ако кажемо да је предмет који нису могли да именују, плод), то омогућава прецизнију дијагнозу од просто деменције (може се рећи да И има васкуларни тип који настаје због патологије мозга, али је обично барем донекле реверзибилан). Клинички неуропсихолози често раде у болничким окружењима у интердисциплинарном медицинском тиму; други раде у приватној пракси и могу пружити стручни допринос у медицинско-правним поступцима.
Когнитивна неуропсихологија је релативно нова грана и настала је као спој експерименталне и клиничке неуропсихологије. Њен циљ је да разуме ум и мозак проучавањем људи који су претрпели повреду мозга или неуролошку болест. Један модел неуропсихолошког функционисања познат је као функционална локализација. Он се заснива на принципу да ако се након повреде одређеног дела мозга може наћи одређени когнитивни проблем, могуће је да је тај део мозга на неки начин захваћен. Међутим, можда постоји разлог да се верује да веза између менталних функција и неуронских регија није тако једноставна. Алтернативни модел везе између ума и мозга, као што је паралелна обрада, може имати више објашњења за рад и дисфункцију људског мозга. Још један приступ истражује како образац грешака које стварају појединци оштећени мозгом може ограничити наше разумевање менталних представа и процеса без позивања на основну неурону структуру. Новијег али сродног приступа је когнитивна неуропсихијатрија која жели да разуме нормалну функцију ума и мозга проучавањем психијатријских или менталних болести.
Конекционизам је употреба вештачких неуронских мрежа за моделирање специфичних когнитивних процеса, користећи оно што се сматра поједностављеним, али веродостојним моделима деловања неурона. Једном обучени за обављање одређеног когнитивног задатка ове мреже су често оштећене или „редуциране“ да симулирају повреду или оштећење мозга у покушају разумевања и упоређивања резултата са последицама мождане повреде код људи.
Функционално неуро-снимање користи посебну технологију за читање информација из мозга, обично када особа обавља одређени задатак, у покушају да разуме како је активирање одређених подручја мозга повезано са задатком. Нарочито за пораст методологија за коришћење когнитивног испитивања у оквиру утврђених техника функционалне магнетне резонанце за проучавање односа мозга и понашања има значајан утицај на неуропсихолошка истраживања.
У пракси ови приступи нису међусобно искључиви и већина неуропсихолога одабире најбољи приступ за задатак који треба испунити.

## Методологија неуропсихологије

### Стандардизовани неуропсихолошки тестови
Ови задаци су осмишљени тако да се начин на који је задатак постављен може повезати са специфичним неурокогнитивним процесима. Ови тестови су обично стандардизовани, што значи да су примењени одређеној групи појединаца пре употребе у појединачним клиничким случајевима. Подаци који се налазе у резултатима стандардизације познати су као нормативни подаци. Након што су ови подаци прикупљени и анализирани, они се користе као упоредни стандард са којим се могу упоредити појединачни резултати теста.

### Скенирање мозга
Употреба скенирања мозга за истраживање структуре или функције мозга је уобичајена, било као једноставан начин за бољу процену повреде мозга сликама високе резолуције или испитивањем релативних активација различитих подручја мозга. Такве технологије могу да укључују функционално снимање магнетном резонанцом и позитронско-емисијску томографију (ПЕТ), који дају податке који се односе на функционисање, као и МРТ (снимање магнетном резонанцом) и рачунарску аксијалну томографију (ЦАТ или ЦТ), који дају структурне податке.

### Глобално проучавање мозга
Модели мозга засновани на мишу и мајмуну развијени су на основу теоријске неурознаности која укључује радну меморију и пажњу, док је мапирање мождане активности засновано на временским константама проверено мерењем неуронске активности у различитим слојевима мозга. Ове методе такође пресликавају стања понашања у одлучивању у једноставним задацима који укључују бинарне исходе.

### Електрофизиологија
Користе се електрофизиолошке мере намењене мерењу активације мозга мерењем електричног или магнетног поља произведеног од нервног система. Ово може да укључује електроенцефалографију (ЕЕГ) или магнето-енцефалографију (МЕГ).

### Софтверска остварења
Истраживачи су мапирали неуралну активност у мозгу путем скенирања мозга или МРТ. Апликације засноване на неуропсихологији користе се како би утицале на понашање и формирање навика. Пример таквог производа је Fooya. То је мобилна апликација за децу која се користи у различитим и контролисаним студијама како би утицала на прехрамбене склоности деце.